# Cenwalh del Wessex
Cenwalh (... – 674) fu re del Wessex (regno anglosassone nell'Inghilterra altomedievale) dal 642 al 674, succedendo a Cynegils. Dal 645 al 648 fu detronizzato da Penda di Mercia. Durante questo periodo trovò asilo presso Anna dell'Anglia orientale, che lo convinse a convertirsi al Cristianesimo e a battezzarsi.
Come re del Wessex, Cenwalh incoraggiò San Birino a fondare chiese nel regno. Fu co-regnante dal 672 fino alla sua morte, con la moglie Seaxburh.